# آرامگاه شیخ ابو اسحاق
مقبره شیخ ابو اسحاق مربوط به سدهٔ ۹ ه‍.ق است و در شهرستان تایباد، بخش مرکزی، روستای آبقه واقع شده و این اثر در تاریخ ۱۲ تیر ۱۳۸۴ با شمارهٔ ثبت ۱۲۰۸۰ به‌عنوان یکی از آثار ملی ایران به ثبت رسیده‌است.